# Dámóc
Dámóc is een plaats (község) en gemeente in het Hongaarse comitaat Borsod-Abaúj-Zemplén. Dámóc telt 442 inwoners (2001).